# Tony Salmelainen
Tony Salmelainen (ur. 8 października 1981 w Espoo) – fiński hokeista, reprezentant Finlandii.
Jego ojciec Tommi (ur. 1949) i brat Tobias (ur. 1985) także byli hokeistami.

## Kariera
- Kiekko-Espoo U16 (1995-1996)
- Kiekko-Espoo U18 (1996-1997)
- HIFK U18 (1997-1998)
- HIFK U20 (1998-1999)
- HIFK (1999-2000)
- Ilves U20 (2000-2001)
- Ilves (2000-2002)
- Hamilton Bulldogs (2002-2003)
- Edmonton Oilers (2003-2004)
- Toronto Roadrunners (2003-2004)
- Edmonton Road Runners (2004-2005)
- HIFK (2005-2006)
- Chicago Blackhawks (2006-2007)
- Toronto Marlies (2007)
- Łokomotiw Jarosław (2007)
- Servette Genewa (2008-2013)
  -  Lausanne HC (2009, 2010, 2013)
- HIFK (2013)

Wychowanek klubu Kiekko-Espoo. Wieloletni zawodnik HIFK i ligi fińskiej SM-liiga. W drafcie NHL z 1999 został wybrany przez Edmonton Oilers. Łącznie przez cztery sezony grał w Ameryce Północnej w ligach NHL i AHL (w pierwszym pobycie grał z nim w klubach jego rodak, Jani Rita). Od 2008 przez pięć sezonów grał w szwajcarskiej lidze NLA. W lipcu 2013 ponownie został zawodnikiem HIFK. Po rozegraniu początku sezonu Liiga (2013/2014) ogłosił zakończenie kariery z uwagi na kontuzję szyi.

## Sukcesy
Reprezentacyjne
- Srebrny medal mistrzostw Europy juniorów do lat 18: 1998
- Złoty medal mistrzostw świata juniorów do lat 18: 1999
- Srebrny medal mistrzostw świata juniorów do lat 20: 2001

Klubowe
- Brązowy medal mistrzostw Finlandii: 2001 z Ilves
- Mistrzostwo dywizji AHL: 2003 z Hamilton Bulldogs
- Mistrzostwo konferencji AHL: 2003 z Hamilton Bulldogs
- Mistrzostwo w sezonie regularnym AHL: 2003 z Hamilton Bulldogs
- Srebrny medal mistrzostw Szwajcarii: 2010 z Servette Genewa

Indywidualne
- SM-liiga (2005/2006):
  - Najlepszy zawodnik miesiąca - październik 2005
  - Pierwsze miejsce w klasyfikacji strzelców w sezonie zasadniczym: 27 goli (Trofeum Aarnego Honkavaary)[5]
  - Pierwsze miejsce w klasyfikacji kanadyjskiej w sezonie zasadniczym: 55 punktów (Trofeum Veliego-Pekki Ketoli)
  - Trzecie miejsce w klasyfikacji +/- w sezonie zasadniczym: +27
  - Najlepszy zawodnik w sezonie zasadniczym (Trofeum Lasse Oksanena)
  - Najlepszy zawodnik sezonu (Kultainen kypärä (Złoty Kask))
  - Skład gwiazd
- National League A (2009/2010):
  - Drugie miejsce w klasyfikacji strzelców w sezonie zasadniczym: 25 goli[6]
  - Piąte miejsce w klasyfikacji asystentów w sezonie zasadniczym: 28 asyst
  - Trzecie miejsce w klasyfikacji kanadyjskiej w sezonie zasadniczym: 53 punkty
  - Pierwsze miejsce w klasyfikacji strzelców w fazie play-off: 12 goli[7]
  - Czwarte miejsce w klasyfikacji asystentów w fazie play-off: 10 asyst
  - Drugie miejsce w klasyfikacji kanadyjskiej w fazie play-off: 22 punkty